# Geoff Johns
Geoff Johns (né le 25 janvier 1973 à Détroit) est un auteur américain.

## Biographie
Geoff Johns commence sa carrière comme assistant de Richard Donner.
Après des débuts peu remarquables chez Marvel où il écrit les Vengeurs, il part chez DC et reprend Flash à la suite de Mark Waid. Défi difficile à relever puisque Waid a fait de la série une des plus populaires de l'éditeur. Mais Johns s'en tire très bien, écrit Stars and S.T.R.I.P.E. (en) et arrive bientôt sur Justice Society of America. Il se fait remarquer et la revue Wizard (en) en fait la série de l'année. Après avoir réussi plusieurs fois à redonner de l'intérêt à des personnages malmenés par les auteurs précédents, on lui confie en 2004 la mission de ramener Hal Jordan dans son rôle de Green Lantern. Là encore il arrive à convaincre les nouveaux comme les anciens fans. Il est l'artisan de Infinite Crisis, la suite de Crisis on Infinite Earths, censée relancer l'univers DC comme il l'avait été il y a vingt ans. Il devient le scénariste vedette de DC Comics, avec qui il est sous contrat exclusif.
Geoff Johns est actuellement[Quand ?] le scénariste de Green Lantern, Aquaman, Justice League et Justice League of America.

## Œuvres
- Blackest Night
- Doomsday Clock
- Stargirl et S.T.R.I.P.E.
- Superman
- Green Lantern
- Teen Titans
- Infinite Crisis
- Flash: Renaissance
- Bart Allen (Impulse)
- Beast Boy #1-4 (1999–2000) mini série avec Ben Raab (en)
- The New 52

### Filmographie

#### Films
| Année | Titre                                                                                     | Scénariste | Producteur | Notes                                             |
| ----- | ----------------------------------------------------------------------------------------- | ---------- | ---------- | ------------------------------------------------- |
| 1997  | Complots (Conspiracy Theory)                                                              |            |            | Assistant de Richard Donner                       |
| 1997  | Double Frappe (Double Tap)                                                                |            |            | Assistant de J. Mills Goodloe et d'Alex Collett   |
| 1998  | L'Arme fatale 4 (Lethal Weapon 4)                                                         |            |            | Assistant de Richard Donner                       |
| 2011  | Green Lantern : Les Chevaliers de l'Émeraude (Green Lantern: Emerald Knights)             | ✔️         |            | Co-scénariste                                     |
| 2011  | Green Lantern                                                                             |            | ✔️         |                                                   |
| 2013  | La Ligue des justiciers : Le Paradoxe Flashpoint (Justice League: The Flashpoint Paradox) |            | ✔️         | Producteur délégué                                |
| 2016  | Batman v Superman : L'Aube de la justice (Batman v Superman: Dawn of Justice)             |            | ✔️         | Producteur délégué                                |
| 2016  | Suicide Squad                                                                             |            | ✔️         | Producteur délégué                                |
| 2017  | Wonder Woman                                                                              |            | ✔️         | Producteur délégué                                |
| 2017  | Justice League                                                                            |            | ✔️         |                                                   |
| 2018  | Aquaman                                                                                   | ✔️         | ✔️         | Co-scénariste sur l'histoire ; Producteur délégué |
| 2019  | Shazam!                                                                                   |            | ✔️         | Producteur délégué                                |
| 2020  | Birds of Prey                                                                             |            | ✔️         | Producteur délégué                                |
| 2020  | Wonder Woman 1984                                                                         | ✔️         | ✔️         | Co-scénariste ; Producteur délégué                |

#### Télévision
| Année       | Titre                                                        | Scénariste | Producteur | Notes                                                           |
| ----------- | ------------------------------------------------------------ | ---------- | ---------- | --------------------------------------------------------------- |
| 2005        | La Nouvelle Ligue des justiciers (Justice League: Unlimited) | ✔️         |            | 1 épisode                                                       |
| 2006        | Blade                                                        | ✔️         | ✔️         | Scénariste sur 4 épisodes ; Producteur consultant               |
| 2008-2009   | Robot Chicken                                                | ✔️         |            | 5 épisodes                                                      |
| 2009        | Titan Maximum                                                | ✔️         | ✔️         | Histoire de 8 épisodes                                          |
| 2009-2011   | Smallville                                                   | ✔️         |            | 3 épisodes                                                      |
| 2010        | Robot Chicken: Star Wars Episode III                         | ✔️         |            | Co-scénariste                                                   |
| 2012        | Robot Chicken: DC Comics Special                             | ✔️         | ✔️         | Co-scénariste ; Producteur délégué                              |
| 2012        | Métal Hurlant Chronicles                                     | ✔️         |            | 1 épisode                                                       |
| 2012-2014   | Arrow                                                        | ✔️         |            | 5 épisodes                                                      |
| 2014        | Robot Chicken DC Comics Special 2: Villains in Paradise      | ✔️         | ✔️         | Co-scénariste ; Producteur délégué                              |
| depuis 2014 | Flash                                                        | ✔️         |            | Co-développeur ; Scénariste sur 4 épisodes                      |
| 2015        | Robot Chicken DC Comics Special 3: Magical Friendship        | ✔️         |            | Co-scénariste                                                   |
| depuis 2018 | Titans                                                       | ✔️         | ✔️         | Co-développeur ; Scénariste sur 5 épisodes ; Producteur délégué |
| depuis 2019 | Doom Patrol                                                  |            | ✔️         | Producteur délégué                                              |
| 2020-2021   | Stargirl                                                     | ✔️         | ✔️         | Créateur ; Showrunner ; Scénariste sur 4 épisodes               |